# Sillé-le-Philippe
Sillé-le-Philippe är en kommun i departementet Sarthe i regionen Pays de la Loire i nordvästra Frankrike. Kommunen ligger i kantonen Montfort-le-Gesnois som tillhör arrondissementet Mamers. År 2022 hade Sillé-le-Philippe 1 080 invånare.

## Befolkningsutveckling
Antalet invånare i kommunen Sillé-le-Philippe
| Referens: INSEE |